# Arena Condá
L'arena Condá (fino al 2008  Estádio Regional Índio Condá) è uno stadio multiuso situato nella città di Chapecó, nello stato di Santa Catarina, in Brasile. Ha una capacità di 22 600 persone ed è sede del Chapecoense, club della massima serie brasiliana .
L'Estádio Regional Índio Condá viene inaugurato il 24 gennaio 1976, con una capacità di 12.800 spettatori, ed intitolato a Vitorino Conda, importante leader indigeno del popolo Kaingang. Nel 2008 lo stadio viene completamente rinnovato e venne ridenominato  Arena Condá.

## Toponimo
Il nome dello stadio è un omaggio ad un importante leader dell'etnia Kaingang

## Storia e successi
Lo stadio regionale indio Condà  è stato inaugurato il 24 Gennaio 1976 per essere soprattutto la sede del  Football Association Chapecoense. La storia dello stadio può essere suddivisa in tre fasi. In primo luogo è stato costruito un campo di calcio; in seguito è stato costruito lo stadio e, infine, l'Arena Condà. In questa fase, la squadra  Chapecoense ha avuto momenti importanti della sua storia come i quattro campionati vinti dalla squadra di Santa Catarina o il titolo del 1978 che la squadra Chapecoense ha vinto per un solo mese ma il titolo è stato successivamente tolto alla  Chapecoense e dato alla  Joinville Esporte Clube; ed altri premi come la Coppa Santa Catarina (1979), la Coppa Plinio Arlindo Nez (1995) e la Copa Santa Catarina (2006).